# Zungaro jahu
Zungaro jahu popularmente conocido como manguruyú (en zonas con influencia de habla guaraní), manguruyú amarillo o robal es un pez de agua dulce de la familia Pimelodidae en el orden de los Siluriformes, también conocidos como peces gato. Habita principalmente en ríos y lagunas de América del Sur.

## Morfología
Los machos pueden llegar alcanzar los casi 200 cm de longitud total y alcanzar los 100 kg de peso.

## Hábitat
Es un pez de agua dulce y de clima tropical y subtropical (20 °C-24 °C). Se encuentran en Sudamérica, sobre todo en las cuencas de los ríos Amazonas, Orinoco y Paraná, así como en sus afluentes y en lagos.
En Argentina, toda la Provincia de Entre Ríos fue declarada zona de prohibición por tiempo indeterminado para la pesca deportiva y comercial del manguruyú, mediante la resolución N.º 1866/86 DG de 1986.

## Distribución geográfica
Se encuentran en Sudamérica:  cuencas de los ríos  Uruguay,  Paraná y  Paraguay,  todos partes de la Cuenca del Plata.